# Гольштейн-Пиннеберг
Графство Гольштейн-Пиннеберг (нем. Grafschaft Holstein-Pinneberg), также известное как Графство Шауэнбург и Гольштейн-Пиннеберг (нем. Grafschaft Schauenburg und Holstein-Pinneberg) — имперское графство в составе Священной Римской империи, существовавшее с 1290 по 1640 год.

## История
Гольштейн-Пиннеберг в 1290 году было выделено из состава графства Гольштейн-Итцехо вместе с Гольштейн-Рендсбургом и Гольштейн-Пленом после смерти Герхарда I. Это привело к появлению династии Гольштейн-Пиннеберг или Гольштейн-Шауэнбург, управлявших графствами Пиннеберг и Шауэнбург (стало имперским княжеством в 1620 г.).
В 1375 году принц-архиепископ Бременский Альберт II заложил Хазельдорферское болото Адольфу VII, позже он не смог выкупить закладную, и с тех пор Хазельдорферские болота являются частью Гольштейна. В то время как в 1537 году Кристиан III ввел Реформацию в Дании, герцогстве Гольштейн, Норвегии и Шлезвиге, Гольштейн-Пиннеберг держался католичества вплоть до 1559 года. После того, как династия Шаумбурга вымерла в 1640 году (другие линии в Гольштейне исчезли к 1459 году) графство Шаумбург было разделено, а графство Гольштейн-Пиннеберг вошло в состав будущего герцогства Гольштейн (ранее графство Гольштейн-Рендсбург). В 1650 году из северной трети территории было создано графство Ранцау.

## Список правителей
- 1290—1315 Адольф VI
- 1315—1354 Адольф VII
- 1354—1370 Адольф VIII
- 1370—1404 Отто I
- 1404—1426 Адольф IX
- 1426—1464 Отто II (1400—1464)
- 1464—1474 Адольф X (1419—1474)
- 1474—1492 Эрих (1420—1492)
- 1492—1510 Отто III (1426—1510)
- 1510—1526 Антоний (1439—1526)
- 1526—1527 Иоанн IV (1449—1527)
- 1527—1531 Йобст I (1483—1531)
- 1531—1560 гг. Иоанн V (совместное правление со своим братом Отто IV с 1544 г.)
  - 1531—1581 гг. Йобст II (ок. 1520—1581) правил Герршафтом Гемена.
- 1544—1576 Отто IV (1517—1576), принц-епископ Хильдесхайма в 1531—1537 годах как Отто III, обратился в учение Мартина Лютера и начал Реформацию в 1559 году вместе со своим братом Иоанном V до 1560 года.
- 1576—1601 Адольф XI (1547—1601)
- 1601—1622 Эрнст (1569—1622)
- 1622—1635 Йобст Герман (1593—1635)
- 1635—1640 Отто V (1614—1640)